# Аннаев, Ораз
Ора́з Анна́ев (1913 — 23 октября 1943) — Герой Советского Союза (15.01.1944), участник Великой Отечественной войны, помощник командира сабельного взвода 55-го гвардейского кавалерийского полка 15-й гвардейской кавалерийской дивизии 7-го гвардейского кавалерийского корпуса 61-й армии Центрального фронта, гвардии старшина.

## Биография
Родился в 1913 году в ауле Кодж ныне Балканского велаята Туркменистана в семье крестьянина. Туркмен. В 1935—1937 годах служил пограничных войсках. Вернувшись домой, работал в Кизыл-Арвате (ныне Гызыларбат) в милиции.
В 1941 году был вновь призван в Красную армию. С 1942 году участвовал в боях с немецко-фашистскими захватчиками. Особо отличился при форсировании реки Днепр в районе села Нивки Гомельской области и удержании плацдарма на правом берегу.
21 сентября 1943 года гвардии старшина Аннаев первым ворвался в населённый пункт. В ожесточённой рукопашной схватке он уничтожил немецкого офицера и расстрелял в упор из автомата 10 солдат. Когда подошли остальные бойцы, со своим взводом продолжал преследовать фашистов, и сходу занял важный опорный пункт немцев.
4 октября 1943 года гвардии старшина Аннаев в бою у деревни Колыбань (Брагинский район Гомельской области) связкой гранат подорвал вражескую бронемашину. При этом были уничтожены 7 гитлеровцев и 2 пулемёта.
Указом Президиума Верховного Совета СССР «О присвоении звания Героя Советского Союза генералам, офицерскому, сержантскому и рядовому составу Красной Армии» от 15 января 1944 года «за образцовое выполнение боевых заданий командования на фронте борьбы с немецко-фашистскими захватчиками и проявленные при этом мужество и героизм» гвардии старшине Аннаеву Оразу посмертно присвоено звание Героя Советского Союза.

## Награды и звания
- Медаль «Золотая Звезда» Героя Советского Союза
- Орден Ленина
- Медаль

## Память
- Похоронен в посёлке Комарин Брагинского района Гомельской области.
- Именем Героя названы улицы в Минске, Светлогорске и Кизыл-Арвате (ныне Сердар).
- На доме по адресу ул. Менделеева, 8 (начало улицы Аннаева) в Минске установлена мемориальная доска.
- У школы в Сердаре установлен бюст Героя.
- Имя Героя размещено на Аллее Славы в Комарине (Гомельская область, Беларусь), с портретом и биографией[3].